# Androniscus degener
Androniscus degener är en kräftdjursart som beskrevs av Alessandro Brian 1926. Androniscus degener ingår i släktet Androniscus och familjen Trichoniscidae. Inga underarter finns listade i Catalogue of Life.